# Gajówka (Basse-Silésie)
Pour les articles homonymes, voir Gajówka.
Gajówka est une localité polonaise de la gmina de Mirsk, située dans le powiat de Lwówek Śląski en voïvodie de Basse-Silésie.

## Histoire
De 1816 à 1945, Hayne fait partie de l'arrondissement de Löwenberg-en-Silésie dans le district de Liegnitz au sein de la province de Silésie.